# Erdre-en-Anjou
Erdre-en-Anjou – gmina we Francji, w regionie Kraj Loary, w departamencie Maine i Loara. W 2013 roku liczba ludności wynosiła 5648 mieszkańców. 

## Historia
Gmina została utworzona 28 grudnia 2015 roku z połączenia czterech ówczesnych gmin: Brain-sur-Longuenée, Gené, La Pouëze oraz Vern-d'Anjou. Siedzibą gminy została miejscowość Vern-d'Anjou.